# Franciscus Rouwijser
Franciscus o François Rouwijser (Maastricht, 2 de juliol, 1737 - Idem., 9 de desembre de 1827), va ser un compositor i violinista neerlandès.

## Biografia[calcitació]
Era fill de Joannes Rouwijser i Maria Anna Zoons, que el van fer batejar a la capella de Sant Jacob. Ell mateix es va casar amb Maria Habets.
No se sap res de la seva educació, però el seu nom estava associat a l'església de Sant Servaas de la seva ciutat natal l'any 1758. També va tocar com a primer violinista i concertista al Théâtre Français de la Ville de Maestricht, que era un teatre improvisat a l'antic, encara existent, Jekermanège. Va fer un viatge a Lieja (1790-1794), però va tornar i es va convertir en membre de la confraria de capellans (o "petits canonges") associada a l'Església de Nostra Senyora. Va morir als noranta anys en circumstàncies de miseria en una casa de gent gran a la Bogaardenstraat, probablement el Twaalf Apostelenhofje. Com que era un clergue, no tenia dret a una pensió de l'església.
Va escriure sobretot música sacra. Pel que se sap, la seva òpera en un acte Laure et Pétrarque és la primera òpera d'un compositor de Limburg. Se'n coneix almenys una representació: el 7 de febrer de 1780 al teatre de Jekerstraat, per la participació del cantant Fabre d'Églantine, responsable també del llibret.